# سیف‌الدین خاوی
سیف‌الدین خاوی (زادهٔ ۲۷ آوریل ۱۹۹۵) بازیکن فوتبال اهل تونس است.
از باشگاه‌هایی که در آن بازی کرده‌است می‌توان به المپیک مارسی، تروا و کان اشاره کرد.